# Thierry Geoffroy
Thierry Geoffroy (né en 1961), également connu sous le pseudonyme de Colonel, est un artiste franco-danois.

## Biographie
Artiste trouvant les fondements de sa pratique dans ce qu'il nomme des « stratégies d'existence », Thierry Geoffroy – alias Colonel – a toujours interrogé les différents types possibles d'expositions. Il se considère comme un artiste de « format » – terme emprunté au monde télévisuel – qui se focalise sur la proposition de nouveaux espaces d'expression pour les artistes. Sa réflexion portant sur la psychologie des rapports sociaux (conflits et collaborations) détermine une large part de son  travail.
D'une typologie théorique et pratique portant sur les manières d'exposer (mobile exhibitions, flying exhibitions, expositions itinérantes...) jusqu'à une expérimentation systématique des collaborations inter-artistes, il réunit ces différentes explorations dans un corpus dénommé « Manifeste ». À la manière d'un journaliste d'investigation, il interroge parmi d'autres les phénomènes d'immigration, de multiculturalisme et de réactivité face à l'actualité dans une pléthore de projets parmi lesquels figurent « Biennalist », monté pour la Biennale de Venise en 2007, ou bien encore « Emergency Room ». 
La place et le rôle des médias occupent un rang déterminant dans ses préoccupations, l'engageant à travailler par le biais de moyens de communication multiples tels que les téléphones portables, la TV (il a beaucoup travaillé pour la télévision danoise) ou encore l'Internet (My Space ou Face Book par exemple).
Thierry Geoffroy pense que chaque institution artistique contemporaine, partout dans le monde, devrait ouvrir une Emergency Room dans ses locaux. Selon lui, proposer ces plates-formes expérimentales aux artistes est aussi une urgence, afin qu'ils puissent s'exprimer « ici et maintenant ».
Thierry Geoffroy a écrit cinq livres et deux manifestes.

## Expositions personnelles
- Sprengel Museum, Hannover, Germany
- Blackwood gallery / Toronto
- Fries Museum, Leeuwarden, Netherlands
- IKM Museum, Oslo, Norway;
- Overgaden Institute for Contemporary Art, Copenhagen, Denmark;
- National foto museum / Copenhagen
- Galerie Asbæk Copenhagen
- Galerie Olaf Stueber Berlin
- Nikolaj art center Copenhagen
- Stadtische Galerie Ravensburg

## Manifestes
- Manifeste Moving Exhibition, Katalog, Brandts Klædefabrik, Odense (Denmark), 1989
- Sport Art Manifeste, Katalog, Brandts Klædefabrik, Odense (Denmark), 1991
- Sport Art Manifeste, Bildtidningen (S), 1991
- Colour Manifeste, Zoom, (F), März, 1991
- Le Conclusionisme, L‘Alliance (BKK), (1992)

## Publications
- The Cultural Ministry Book Award 1995, Rhodos Edition, Copenhagen (Denmark), 1995
- Strategies d´existence, Edition Rhodos, Copenhagen (Denmark), 1996
- Tourists in Thailand, Edition Rhodos, Copenhagen (Denmark), 1997
- Avoir l’air, med tekster af Line Rosenvinge og Rune Gade, NIFCA (Hrsg.), Helsinki, 2002